# Juan Guaidó
Juan Gerardo Antonio Guaidó Márquez (La Guaira, 28 de julio de 1983) es un político e ingeniero industrial venezolano. Fue diputado nacional por el estado Vargas y dirigente del partido Voluntad Popular. El 5 de enero de 2019 fue designado como presidente del parlamento venezolano, siendo la persona más joven en ocupar dicho cargo. Entre enero de 2019 y enero de 2023, se juramentó como presidente encargado de Venezuela con reconocimiento parcial de su mandato.
El 11 de enero de 2019, Guaidó anunció que asumiría las responsabilidades, habiéndose constituido un gobierno de facto por parte de Nicolás Maduro,
al aplicar el artículo 233 de la Constitución para convocar a nuevas elecciones nacionales. Después de esto, existió la controversia sobre si Guaidó había asumido o no la presidencia interina de Venezuela.
El 23 de enero de 2019 se realizó un cabildo abierto en Caracas donde, y por las atribuciones del mencionado artículo de la Constitución, se juramenta como presidente encargado de Venezuela. Este acto fue considerado por otros como una autoproclamación, netamente simbólica al no poseer las atribuciones reales de la presidencia.
El 1 de febrero de 2019, Guaidó anunció una ley de amnistía aprobada por la Asamblea Nacional para la policía, la Fuerza Armada Nacional y las autoridades que ayuden a restablecer el orden constitucional; anunció un plan sector por sector, llamado Plan País, para la revitalización del país, con atención a los más afectados por la pobreza; aseguró el envío a Venezuela de ayuda humanitaria proveniente de Estados Unidos y anunció planes para envíos internacionales y convoyes; obtuvo el control de las cuentas financieras de Venezuela en Estados Unidos y trabajó para asegurar otros activos extranjeros; nombró diplomáticos y embajadores.
Su liderazgo en el parlamento estuvo en disputa desde el 5 de enero de 2021, cuando el chavista Jorge Rodríguez Gómez asumió como presidente del parlamento en la V Legislatura, elegida en unas elecciones consideradas poco transparentes por el gobierno de Guaidó y diversos organismos internacionales. Luego del 5 de enero, la legislatura lidera por Guaidó siguió sesionando paralelamente, tras una consulta popular en la que se votó para que el período de la IV Legislatura no expirara en enero de 2021. Fue considerado desde 2019 el líder de la oposición venezolana hasta 2023.
En enero de 2021, la Unión Europea dejó de reconocerle como presidente interino. En contraparte, entre enero y febrero de 2021, tanto el Parlamento Europeo, como el Senado estadounidense ratificaron el reconocimiento a Guaidó. Desde 2021, tras los cambios de gobierno en varios países de Latinoamérica, el gobierno de Maduro retomó las relaciones bilaterales con estos países de la región, por lo que la presidencia interina de Guaidó fue perdiendo reconocimiento. Varios analistas y redes de medios han descrito como infructuosos los esfuerzos liderados por Guaidó para crear un gobierno de transición, afectado por problemas internos, mientras que la presidencia de Nicolás Maduro continuó controlando todas las instituciones del Estado. En diciembre de 2022 perdió el apoyo de la mayoría parlamentaria de la IV Legislatura, el cual suprimió la figura de gobierno interino, derivando en el cese de su mandato. Después de eso, y en medio de su precandidatura presidencial, abandonó el país.
En 2023, tras cambios en la política migratoria de la administración Biden hacia venezolanos en EE. UU., el régimen de Maduro anunció la búsqueda de arresto de Juan Guaidó. Elliott Abrams, ex Representante Especial para Venezuela, refutó las acusaciones de Maduro sobre malversación de fondos por parte de Guaidó, y sugirió que los movimientos recientes podrían estar influenciados por negociaciones entre Biden y Maduro, insinuando posibles cambios en las sanciones estadounidenses hacia Venezuela.

## Biografía

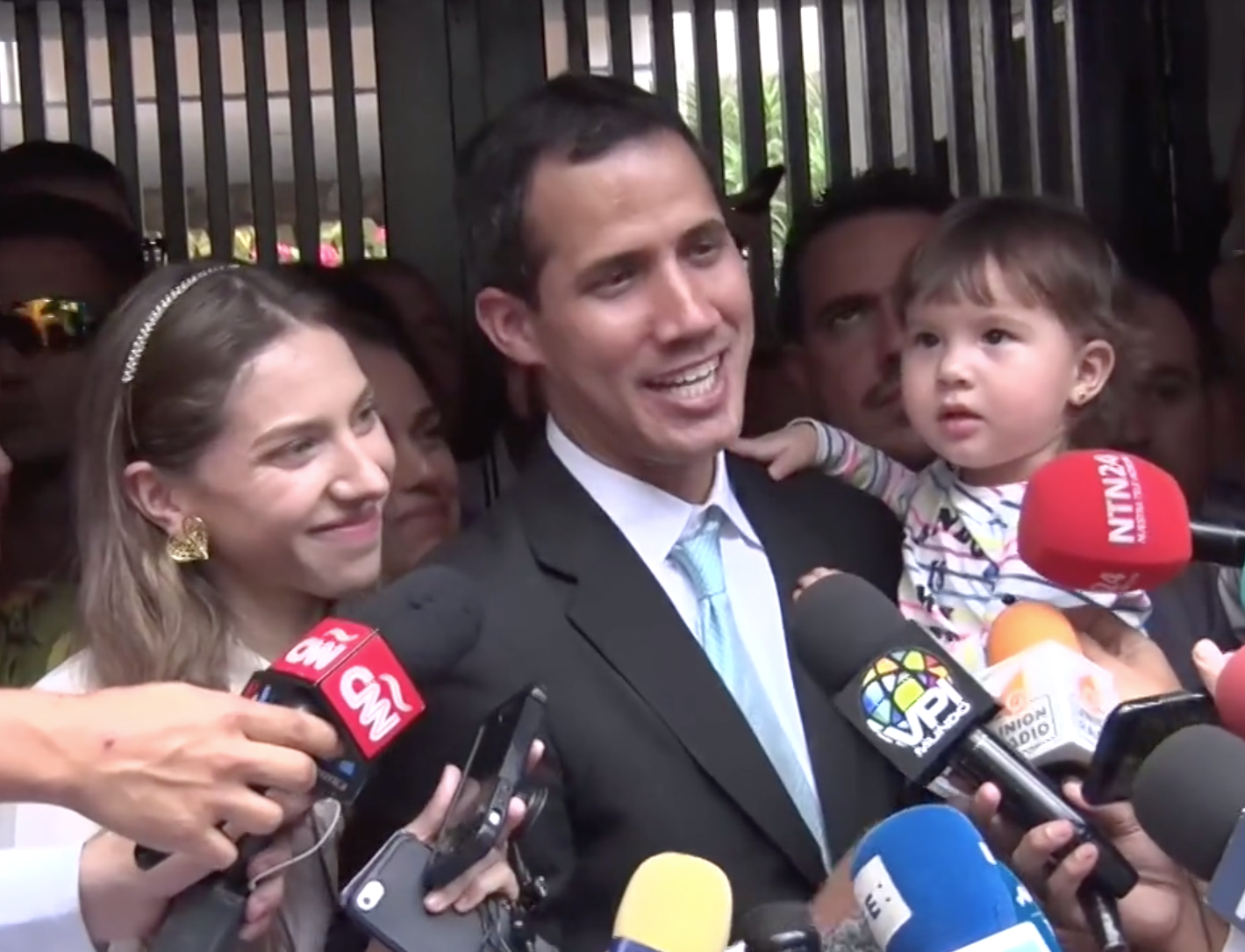
Juan Guaidó junto a su esposa e hija, después de haber sido denunciada la presencia de un grupo de las Fuerzas de Acciones Especiales de la Policía Nacional Bolivariana (FAES) en el domicilio de su esposa en Santa Fe (Caracas). 31 de enero de 2019.

Juan Guaidó nació el 28 de julio de 1983 en la Parroquia Caraballeda de la ciudad de La Guaira, entonces Distrito Federal. Es el mayor de los hijos de Norka Enid Márquez Frontado y Wilmer Guaidó Vidarte, taxista residente en Tenerife, España. Se graduó en el Instituto Los Corales de bachiller en Ciencias en el año 2000, luego de haber vivido la tragedia de Vargas en 1999. En dicha tragedia resultó damnificado y vivió parte de su adolescencia en el Municipio Machiques de Perijá del estado Zulia.

### Formación académica
Guaidó trabajó en Compu Mall, una cadena venezolana de tiendas de computación y electrónica, para pagar sus estudios. En 2007 terminó sus estudios de pregrado en la Universidad Católica Andrés Bello de Caracas, obteniendo el título de ingeniero industrial. Al graduarse continuó con su formación académica, cursando un programa de estudios en gerencia pública, ofrecido en la UCAB con el aval de la Universidad George Washington. También asistió al postgrado en gerencia pública ofrecido por el Instituto de Estudios Superiores de Administración (IESA).
Fue representante de la Facultad de Ingeniería ante el Consejo General de Representantes Estudiantiles (COGRES), miembro de la «Cátedra de Honor» y del programa de Liderazgo de la UCAB. Es miembro fundador y ejerció como secretario general del COGRES. Además, participó activamente como miembro directivo del Centro de Estudiantes de Ingeniería.

## Carrera política

### Movimiento estudiantil
Guaidó fue dirigente del Movimiento Estudiantil Venezolano y uno de los líderes estudiantiles durante las protestas por el fin de la concesión de RCTV en 2007 y el referéndum constitucional de Venezuela de ese mismo año, junto a Yon Goicochea, Juan Requesens, Stalin González, Miguel Pizarro y Freddy Guevara. Guaidó inició en política de la mano del partido Un Nuevo Tiempo, desempeñándose como Secretario Ejecutivo Nacional de Jóvenes por la Democracia Social, ala juvenil de dicho partido.

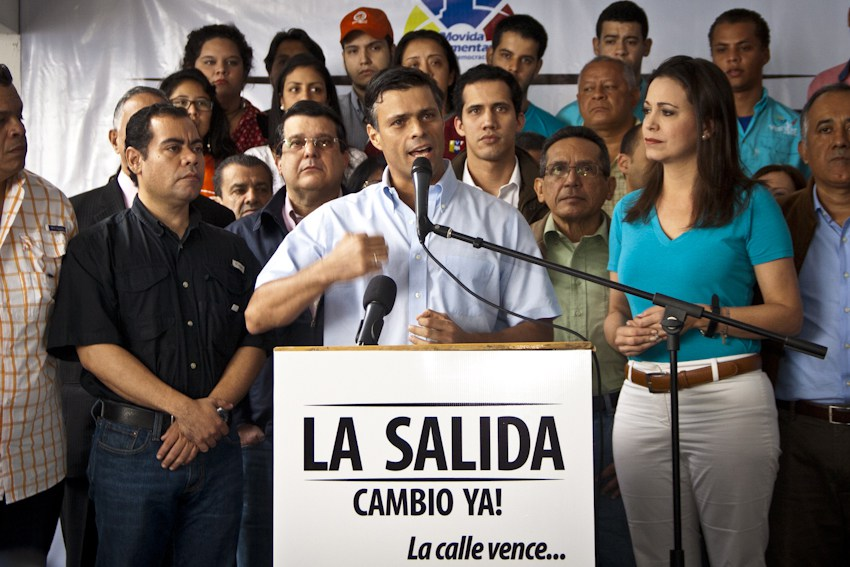
Juan Guaidó detrás de Leopoldo López y María Corina Machado, durante La Salida.

En 2009 se desliga de UNT, siendo miembro fundador del partido Voluntad Popular junto a Leopoldo López y un grupo de jóvenes. Dentro del partido fue coordinador del estado Vargas y responsable nacional de organización.

### Precandidatura a gobernador
Para las elecciones primarias de la Mesa de la Unidad Democrática de 2012, Guaidó se presentó como precandidato a gobernador del estado Vargas. Guaidó manifestó que lo primero que hay que hacer en el estado Vargas es construir una alternativa, y propuso la creación de un tren elevado que conecte a Caracas con La Guaira. Especificó que el tren iría por la vía de Tacagua y tendría 15 subestaciones partiendo desde Carayaca hasta Caraballeda. En la elección obtuvo 5184 votos (18,1 %), enfrentándose a José Manuel Olivares de Primero Justicia, quien ganó la nominación con 17 547 votos (61,1 %).

### Diputado en la Asamblea Nacional

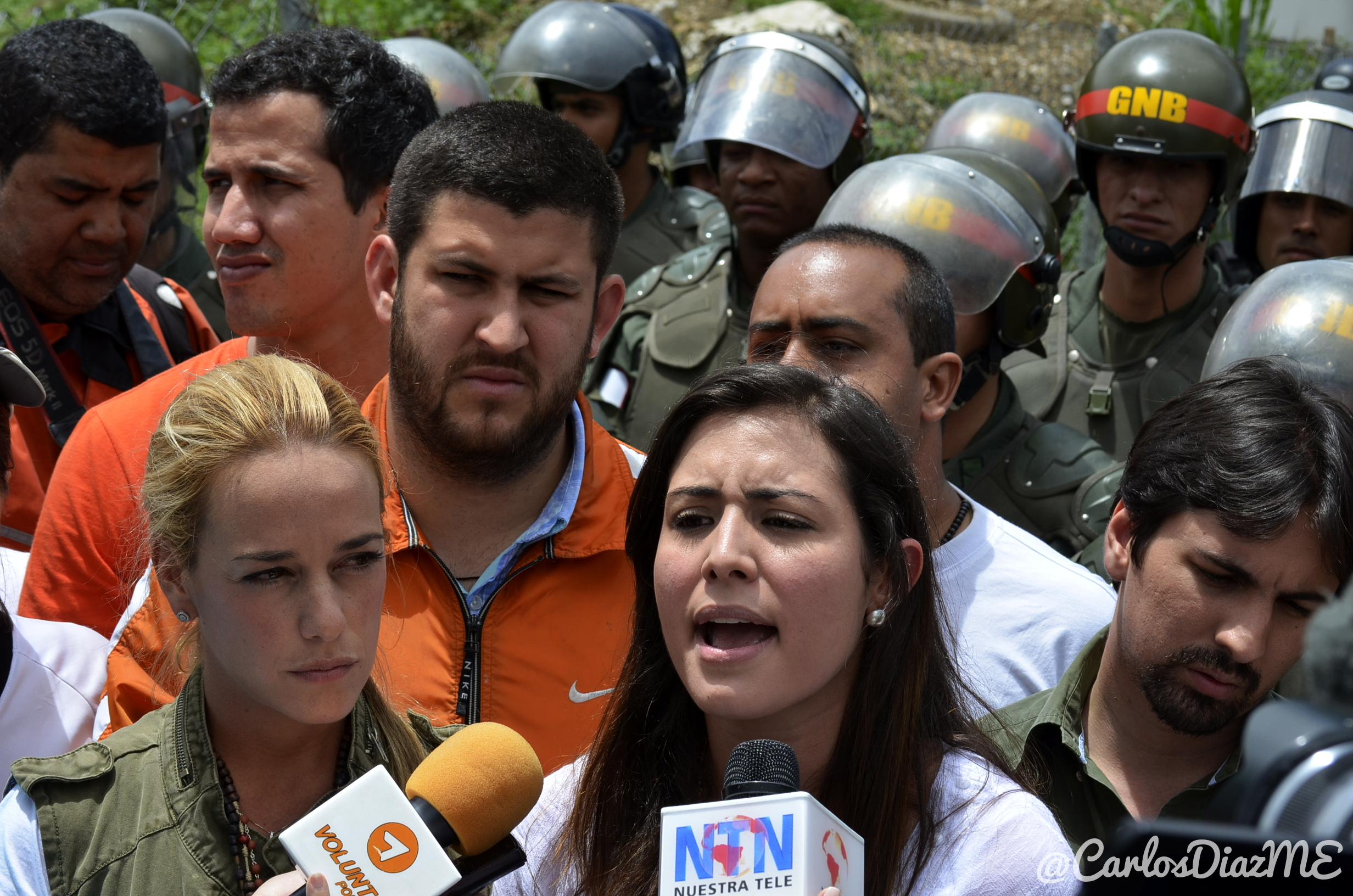
Juan Guaido en una caravana de visita a los presos políticos en la Cárcel de Ramo Verde en 2014.

En las elecciones de 2010 fue elegido diputado, como suplente de Bernardo Guerra dentro de la III Legislatura. El 11 de junio de 2015, inicia una huelga de hambre, junto a varios líderes de Voluntad Popular como Leopoldo López, Daniel Ceballos y Armando Armas, para exigir al Consejo Nacional Electoral que coloque lo más pronto la fecha de las elecciones parlamentarias. El 24 de junio de 2015 es confirmado por Freddy Guevara, coordinador nacional encargado de Voluntad Popular, como candidato a diputado principal a la Asamblea Nacional por la Mesa de la Unidad Democrática (MUD) representando a la circunscripción N.º 1 del Estado Vargas junto a Milagros Eulate, de Acción Democrática. En las elecciones, llevadas a cabo el 6 de diciembre de ese año, resultó elegido como diputado con 97 492 votos (26,01 %) en la IV Legislatura.
Asumió el cargo de diputado el 5 de enero de 2016. Como parlamentario fue designado diputado suplente al Parlamento Latinoamericano (PARLATINO) y vicepresidente de la Comisión Permanente de Política Interior en 2016. Posteriormente, en 2017, pasó a ser presidente de la Comisión Permanente de Contraloría. En 2018 es elegido como jefe de la mayoría opositora parlamentaria.

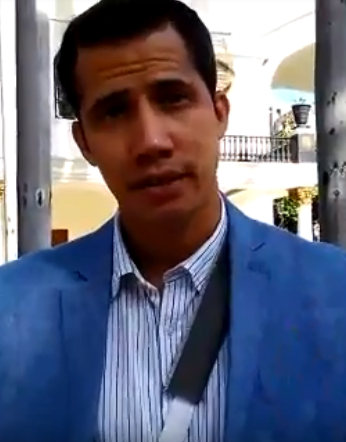
Juan Guaidó después de resultar herido durante el Asedio de la Asamblea Nacional de Venezuela.

El 28 de junio de 2017 durante una marcha en la avenida Francisco de Miranda en el marco de las protestas en contra del presidente Maduro, Guaidó fue agredido por efectivos de la Guardia Nacional Bolivariana y recibió impactos de perdigones en la espalda y cuello, asimismo expresó su rechazo a la violencia y la represión policial.

#### Presidente de la Asamblea Nacional

##### Designación
En diciembre de 2018 es confirmado por los miembros de su grupo político como presidente del órgano legislativo, ocupando el cargo para el periodo del 5 de enero de 2019 al 5 de enero de 2020. De la misma manera el primer vicepresidente es Edgar Zambrano, jefe de la Fracción de Acción Democrática (AD) y el segundo vicepresidente es Stalin González de Un Nuevo Tiempo (UNT).
En su discurso como nuevo presidente del parlamento, habló de los presos políticos, de la crisis general que enfrenta Venezuela, de la corrupción, del éxodo venezolano y otros problemas importantes en el país. Guaidó confirmó que la Asamblea Nacional desconocerá totalmente al gobierno de Nicolás Maduro a partir del 10 de enero, día en que inicia su segundo período y recordó que desde ese día en adelante, el órgano legislativo será el «único poder legítimo» que tendrá el pueblo de Venezuela.
Ante el supuesto vacío de poder, o usurpación, según el artículo 233 de la Constitución Nacional, el presidente de la Asamblea Nacional —en este caso Juan Guaidó— deberá asumir la presidencia interina de Venezuela. Sin embargo, el diputado Juan Miguel Matheus afirmó que el parlamento no tiene «poder de imperio para ejecutar esa decisión, porque Nicolás Maduro usurpa la Presidencia desde un trono de bayonetas, con la anuencia de la fuerza militar».

##### Cabildo abierto

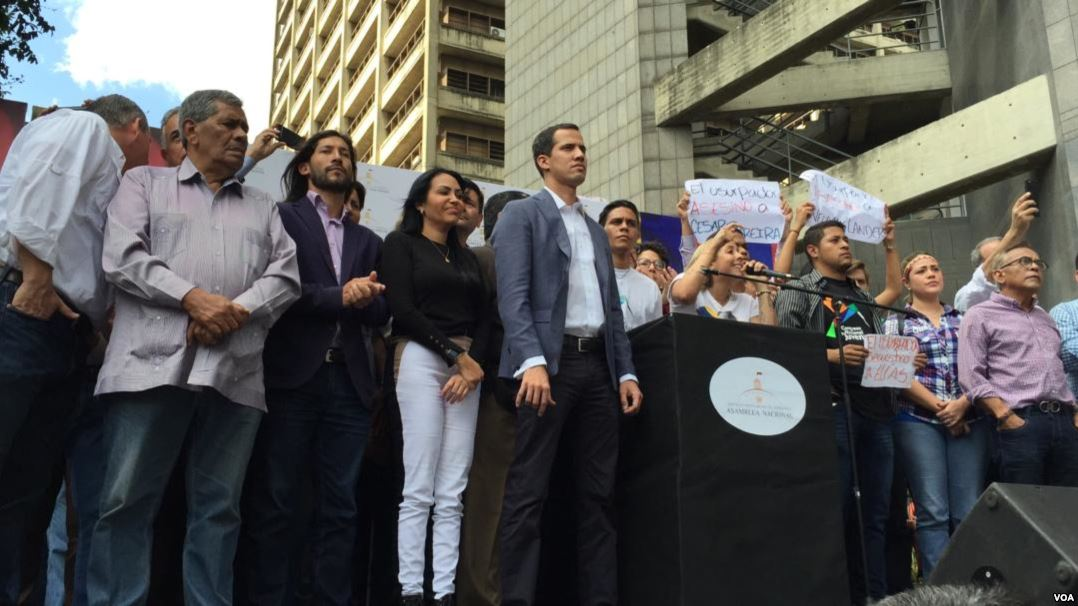
Guaidó en el cabildo abierto, 11 de enero de 2019

El 11 de enero de 2019, Juan Guaidó asistió a un cabildo abierto, frente a la sede del Programa de las Naciones Unidas para el Desarrollo (PNUD), en Caracas, lugar en que anunció que asumirá las responsabilidades del artículo 233 de la Constitución Nacional, para convocar a nuevas elecciones:

Asumiendo el deber que impone nuestra constitución en su artículo 333, el cual obliga a todo venezolano, investido o no de autoridad, a luchar para restituir el orden constitucional […] lo que nos lleva a asumir claramente la presidencia
Juan Guaidó

Un par de horas más tarde la Asamblea Nacional emitió un comunicado de prensa en que anunciaba que Guaidó asumiría las competencias del cargo de presidente interino, sin embargo, el comunicado sería editado horas más tardes.

Apegándose a los artículos 333, 350 y 233 de la Constitución, el presidente de la Asamblea Nacional, diputado Juan Guaidó, asumió las competencias de la Presidencia de la República para, junto al pueblo venezolano y la Fuerza Armada Nacional, convocar un proceso de elecciones libres y transparentes que faciliten una transición pacífica y democrática en el país
Comunicado de la Asamblea Nacional

Guaidó recibió apoyo del secretario general de la Organización de los Estados Americanos, Luis Almagro quien dijo: «Saludamos la asunción de Juan Guaidó como Presidente interino de Venezuela conforme al artículo 233 de la Constitución Política. Tiene nuestro apoyo, el de la comunidad internacional y del Pueblo de Venezuela».

##### Detención y liberación
El 13 de enero de 2019, mientras se dirigía hacia La Guaira, para asistir al cabildo abierto convocado para ese día, fue interceptado por agentes del Servicio Bolivariano de Inteligencia Nacional (SEBIN) y posteriormente detenido, según informó su esposa, Fabiana Rosales; minutos más tarde fue liberado. El Grupo de Lima condenó el hecho, al igual que el secretario de la Organización de los Estados Americanos (OEA), Luis Almagro.
El gobierno atribuyó el hecho a una acción unilateral por parte de los funcionarios del SEBIN involucrados y emitió una orden de captura al Comisario del servicio de inteligencia Hildemaro Múcura, señalado como uno de los responsables; posteriormente se anunció que los funcionarios implicados en el incidente habían sido destituidos. Al respecto, Guaidó declaró que tras los sucesos se demostraba que había un quiebre en la cadena de mando de las Fuerzas Armadas.
Este suceso desató una ola de comunicados donde se manifestaba la preocupación de varios organismos tales como la OEA, la Unión Europea, la ONU, el Grupo de Lima y sus países miembros; y naciones como Uruguay, España y Estados Unidos.

### Presidente interino de Venezuela

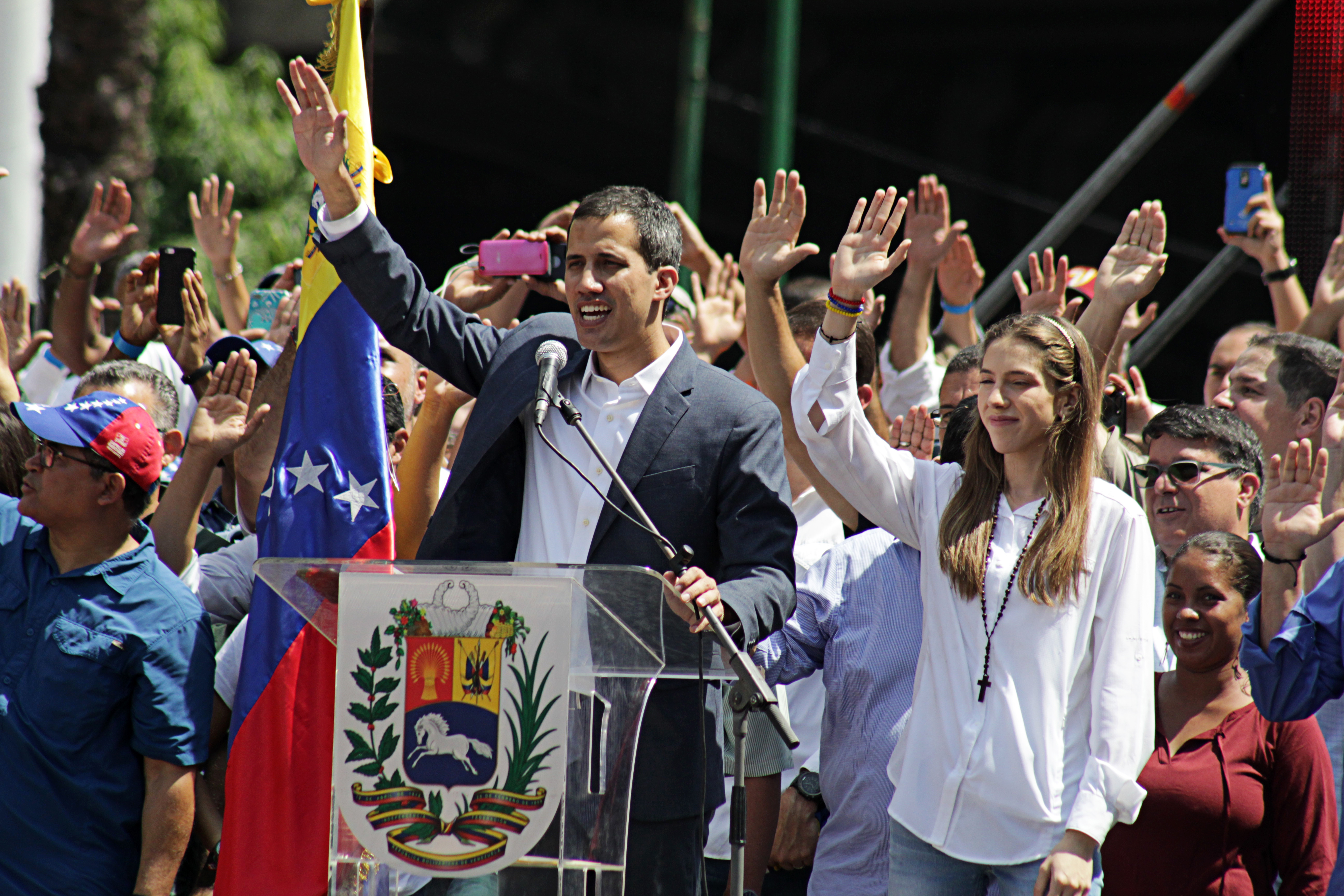
Juan Guaidó jura como presidente, 23 de enero de 2019

Luego de varios cabildos abiertos llevados a cabo en todo el país, el 23 de enero de 2019 se realizó un cabildo abierto en la ciudad de Caracas, en conmemoración de los 61 años de la caída de la dictadura de Marcos Pérez Jiménez, donde estuvo presente Juan Guaidó quien, interpretando las atribuciones del artículo 233 de la Constitución Nacional, declaró asumir la presidencia interina de Venezuela. Los objetivos de Guaidó en la presidencia serían el cese de la presunta usurpación por parte de Nicolás Maduro, conformar un gobierno de transición y convocar elecciones universales libres y democráticas en el país.
Alrededor de casi 60 países expresaron su reconocimiento a Guaidó como presidente encargado de la república, entre ellos Bolivia, Brasil, Canadá, Chile, Colombia, Costa Rica, Ecuador, España, Francia, Guatemala, Perú, Paraguay, Reino Unido. el Parlamento Europeo, además del secretario de la Organización de los Estados Americanos (OEA), mientras que cerca de otra media docena manifestaron su respaldo a la Asamblea Nacional como «único poder legítimo en Venezuela». En paralelo, países como Nicaragua, Rusia, China, Irán y Turquía, no lo reconocieron y mantuvieron su apoyo al gobierno de Nicolás Maduro. Países como México y Uruguay se mantienen en una posición intermedia, estableciendo un grupo de contacto. La misma posición tomó Argentina tiempo después con la llegada al poder de Alberto Fernández.
Minutos después de su juramentación, el presidente de los Estados Unidos, Donald Trump, reconoció a Guaidó como presidente interino, quien dijo: «Hoy estoy oficialmente reconociendo al presidente de la Asamblea Nacional de Venezuela, Juan Guaidó, como presidente interino de Venezuela».

Juro asumir formalmente las competencias del Ejecutivo nacional como el presidente encargado de Venezuela para lograr el cese de la usurpación, un gobierno de transición y tener elecciones libres.
Juan Guaidó

El 24 de enero de 2019, Guaidó envió una carta al secretario de Estado de los Estados Unidos, Mike Pompeo donde solicitó ayuda humanitaria inmediata a Estados Unidos. De igual forma, Pompeo aseguró desde la sesión extraordinaria de la Organización de los Estados Americanos que Estados Unidos entregaría 20 millones de dólares americanos en concepto de ayuda humanitaria a Venezuela.
En esta reunión, Guaidó no logró el respaldo pleno de la OEA ya que su reconocimiento tuvo 16 votos, contra otros 18 países que no lo reconocieron como presidente.
El 23 de enero de 2019, el presidente de la Asamblea Nacional Constituyente, Diosdado Cabello Rondón, aseguró que se reunió con Juan Guaidó el día anterior (22 de enero) y afirmó: «Si quieres me desmientes, [Juan] Guaidó. Yo dije que guardaría el secreto solo si se respetaba lo acordado en esa reunión». El 25 de enero, el Ministro del Poder Popular para la Comunicación y la Información, Jorge Rodríguez presentó como evidencia en una rueda de prensa en el Palacio de Miraflores un video supuestamente grabado a las 11:02 p. m. del 22 de enero, donde se veía un sujeto con capucha ocultando su rostro, quien supuestamente era Juan Guaidó, entrando al Hotel Lido de Caracas para reunirse con Diosdado Cabello y Freddy Bernal. Rodríguez comparó a Guaidó con Pedro Carmona Estanga. Guaidó afirmó que dicha reunión nunca sucedió, sentenciando: «Diosdado Cabello miente hasta cuando dice la verdad».

#### Política interior

##### Plan País

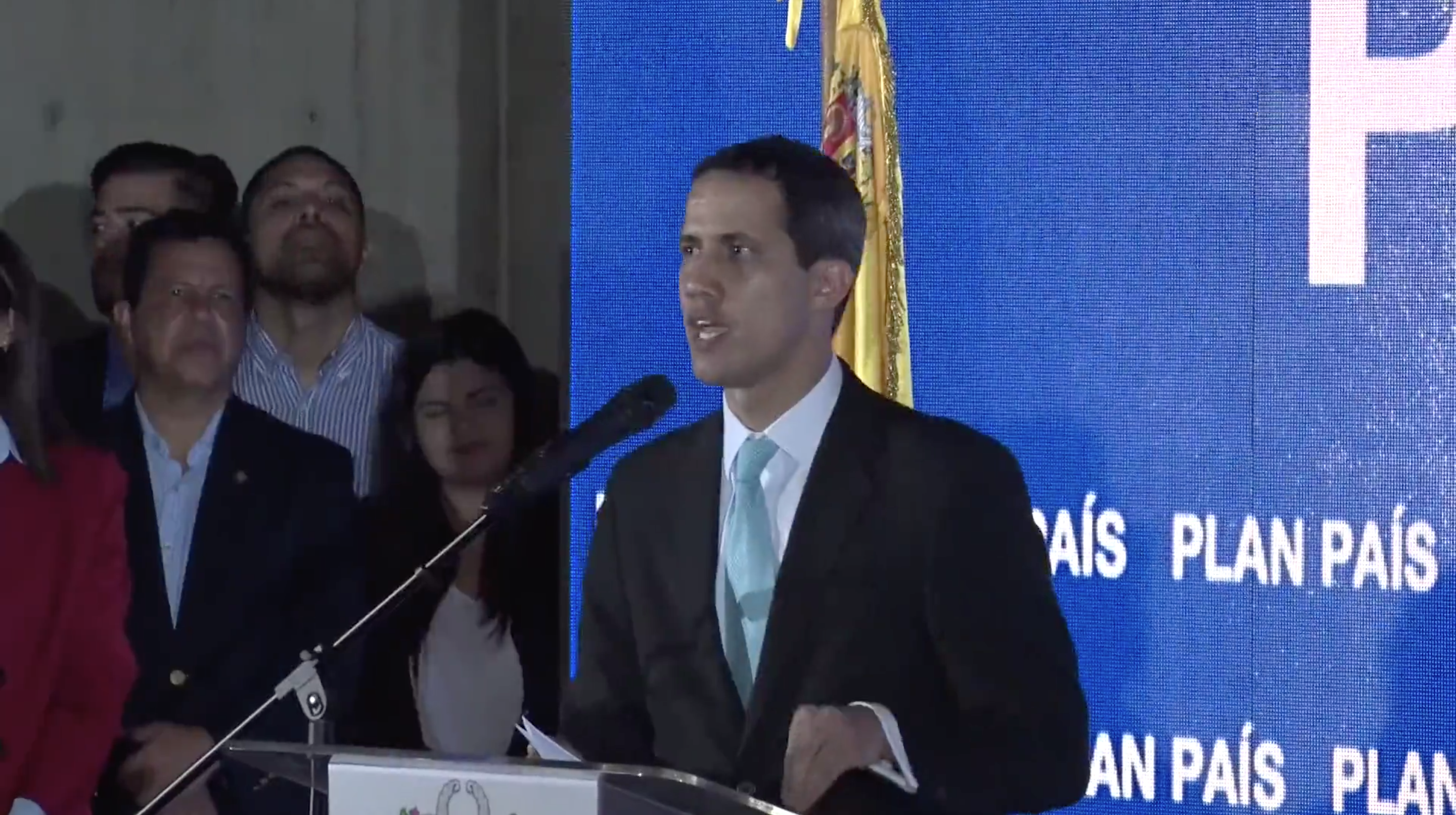
Guaidó presenta el Plan País, 31 de enero de 2019

Guaidó anunció el 31 de enero, ante un teatro donde estuvieron presentes distintos líderes de la oposición y de la sociedad civil, el denominado Plan País (Plan para el País), que surgió de una comisión de la Asamblea Nacional. El plan se estuvo elaborando desde tiempo atrás y se desarrolló inicialmente a través de una serie de reuniones públicas y privadas en los Estados Unidos y Venezuela. Según Guaidó, los objetivos del plan son «estabilizar la economía, atender de inmediato la emergencia humanitaria, rescatar los servicios públicos y superar la pobreza». Cuenta con disposiciones para la recuperación de PDVSA, restaurar el sector de la salud, y ofrecer asistencia a los más afectados por la pobreza. La implementación del plan requiere la salida de Maduro.

##### Ayuda humanitaria

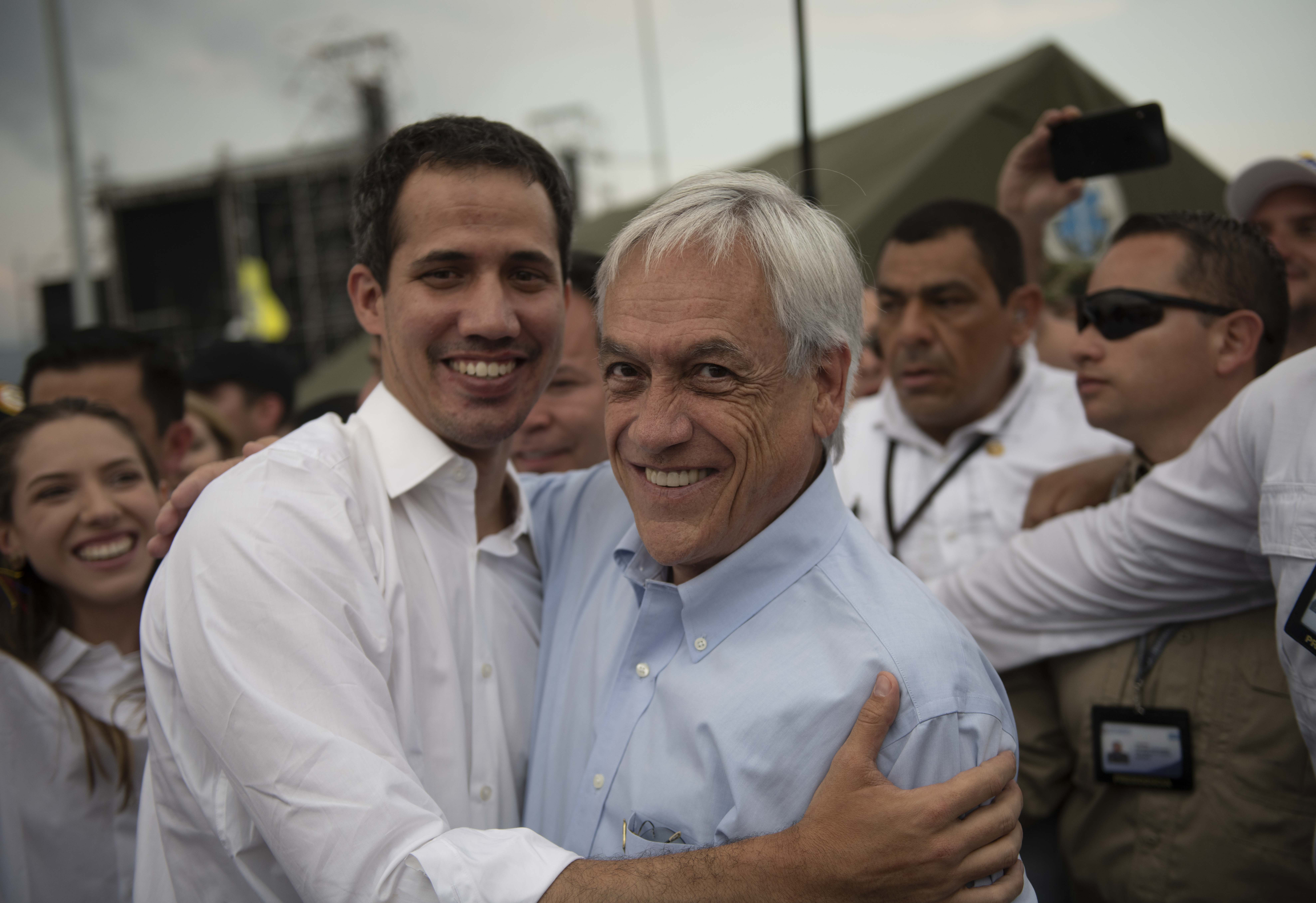
Juan Guaidó junto al ex presidente de Chile, Sebastián Piñera, el 22 de febrero de 2019 en Cúcuta (Colombia)

El día después de asumir la presidencia interina, Guaidó solicitó ayuda humanitaria para Venezuela a los Estados Unidos; en respuesta, el secretario de Estado de ese país, Mike Pompeo, ofreció 20 millones de dólares estadounidenses para la asistencia humanitaria. También solicitó ayuda de las Naciones Unidas, que fue negada bajo la justificación de que la solicitud debe provenir de Nicolás Maduro. Dijo que los países vecinos de Venezuela, en una «coalición global para enviar ayuda a Venezuela», ayudarán a llevar ayuda humanitaria y medicina al país; los productos se enviarán a puertos vecinos y se llevarán por tierra a través de convoyes. Afirmó que el ingreso de la ayuda, será una prueba para la Fuerza Armada Nacional Bolivariana (FANB): «En unas pocas semanas tendrán que elegir si dejan entrar la ayuda que tanto necesitan, o si están del lado de Nicolás Maduro».
El 11 de febrero de 2019, Guaidó junto al presidente de la Comisión Especial del parlamento para el Seguimiento de la ayuda humanitaria, Miguel Pizarro, entregó parte del primer cargamento de ayuda humanitaria. En la concentración llevada a cabo el 12 de febrero en la avenida Francisco de Miranda, Caracas —con motivo de la celebración del día de la juventud—, Guaidó anunció que la ayuda humanitaria ingresará al país el 23 de febrero, e hizo un llamado a los habitantes a que se organicen para la recepción de la misma.
El 21 de febrero de 2019, Juan Guaidó y gran parte de los diputados a la Asamblea Nacional viajaron a Cúcuta, Colombia, para coordinar y acompañar la entrada de la ayuda humanitaria. El 22 de febrero de 2019, Guaidó asistió al concierto Venezuela Aid Live. Después de asistir al concierto, Guaidó ofreció declaraciones en compañía de los presidentes Iván Duque, de Colombia, Mario Abdo Benítez, de Paraguay, y Sebastián Piñera, de Chile, junto a los voluntarios de la ayuda humanitaria.
El 15 de junio de 2019 el periodista Orlando Avendaño entonces editor jefe del medio internacional PanAm Post, publicó un reportaje de investigación sobre la presunta apropiación por parte de funcionarios del gobierno interino de Guaidó de fondos destinados para la manutención de militares venezolanos que habían desertado hacia Cúcuta en medio de la crisis presidencial de Venezuela de 2019. Después de la publicación del artículo, el despacho de la presidencia de Juan Guaidó informó a través de un comunicado que los señalados por corrupción fueron separados de sus cargos y solicitó la colaboración del gobierno de Colombia, las agencias multilaterales y otras organizaciones para esclarecer los hechos con una investigación exhaustiva e imparcial. La embajada de Venezuela en Colombia emitió un comunicado informando que Guaidó y el embajador designado, Humberto Calderón, acordaron realizar una auditoría. Partidos políticos venezolanos, incluyendo a Voluntad Popular, Primero Justicia, Acción Democrática y Un Nuevo Tiempo, respaldaron la apertura de la investigación de los hechos. El ministro de relaciones exteriores de Colombia, Carlos Holmes Trujillo, condenó el posible acto de corrupción e instó a las autoridades a adelantar las investigaciones para aclarar las denuncias. El secretario general de la Organización de Estados Americanos, Luis Almagro, solicitó una investigación al gobierno colombiano por dichas denuncias.
En septiembre de 2019 Jorge Rodríguez denunció con dos imágenes de Juan Guaidó junto a dos miembros del grupo paramilitar colombiano Los Rastrojos, específicamente con Alberto Lobo Quintero, alias «el Brother Armado», quien tiene una pistola visible en su flanco, y Jhon Jairo Durán, alias «el Menor». La denuncia fue divulgada por el director de la Fundación Progresar en Norte de Santander, Wilfredo Cañizares.
Guaidó negó que el grupo lo ayudara a cruzar la frontera, resaltando que el cruce «fue muy complejo para nosotros» y que «se tomó muchas fotos y era difícil saber quiénes le pedían fotografías». Guaidó acusó a Maduro de «distraer la atención de lo central» y le exigió que entregara a Colombia a «todos los irregulares» en suelo venezolano, específicamente a los guerrilleros del Ejército de Liberación Nacional (ELN) y a los disidentes de las FARC Iván Márquez y Jesús Santrich. El director del Centro de Comunicación Nacional, Alberto Federico Ravell defendió a Guaidó, justificando que «estas personas estaban en una alcabala, le pidieron tomarse una foto y él se la tomó», declarando también que Guaidó no pidió el apoyo del grupo Los Rastrojos, y que mucho menos tenía conocimiento de que estos dos sujetos armados pertenecieran a un grupo paramilitar. Alberto Lobo, uno de los que posaba con Guaidó en la fotografía, se entregó cuatro meses después al Ejército Nacional de Colombia, y Jhon Jairo Durán fue detenido en el municipio de Puerto Santander el 18 de junio tras una masacre en el estado Táchira.

##### Ley de Amnistía

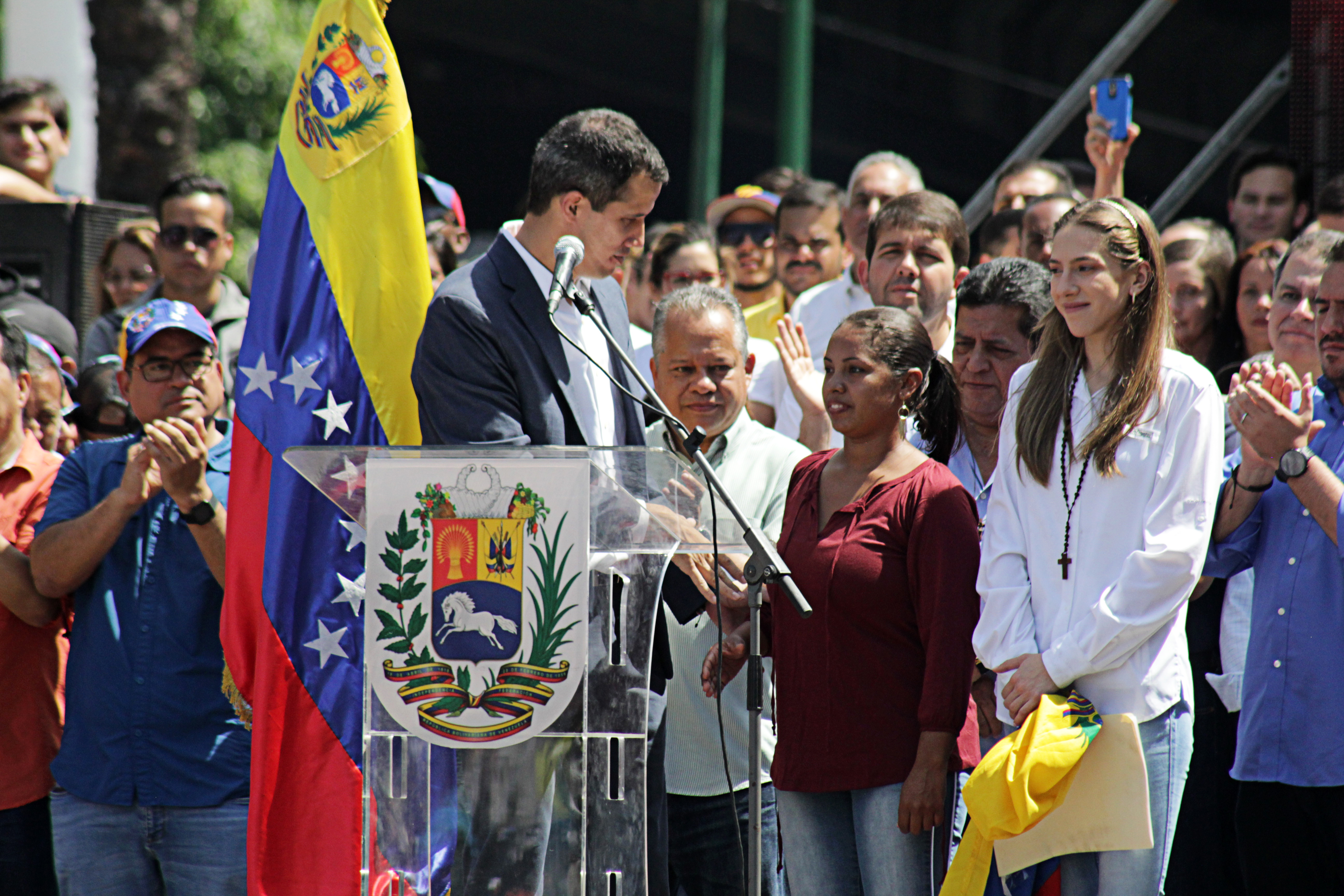
Guaidó dando la bienvenida a la diputada y militante de los Tupamaros Arkiely Perfecto, bajo la Ley de Amnistía, 2 de febrero de 2019

El 25 de enero, Guaidó ofreció una Ley de Amnistía, aprobada por la Asamblea Nacional, al personal militar y las autoridades que ayudan a restablecer el orden constitucional. Sugirió que si Maduro renuncia al poder de manera pacífica, podría recibir una amnistía. Durante su primer fin de semana, celebró otra asamblea pública y pidió a los partidarios que difundieran la Ley de Amnistía en todo el país a los militares, la policía y otros funcionarios. El 30 de enero, los manifestantes tomaron las calles de gran parte de las ciudades del país para alentar a los militares a permitir la ayuda humanitaria y rechazar a Maduro.
En un artículo de opinión publicado por el New York Times en la tarde del 30 de enero, Guaidó explicó que la Ley de Amnistía solo se aplicaría a las personas que no habían cometido crímenes de lesa humanidad.

#### Liberación de Leopoldo López
En la madrugada del 30 de abril de 2019, las redes sociales y medios internacionales Juan Guaidó dio a conocer la liberación de López. En las imágenes difundidas posteriormente aparece junto a Leopoldo López y un grupo de militares venezolanos que participaban en el levantamiento contra Nicolás Maduro en un puente cercano a la Base Aérea La Carlota. Horas después de su liberación, el ministro de exteriores de Chile, Roberto Ampuero, anunció que López, junto con su esposa Lilian Tintori, se había trasladado de la embajada chilena a la embajada española en Caracas, al frente de la cual se encontraba el embajador de España en Venezuela, Jesús Silva, afirmando Ampuero que López le aseguró que se trataba de una decisión personal, porque tanto este último como su cónyuge tienen ascendencia española.
En junio después del levantamiento un total de 22 diputados de la Asamblea Nacional que fue declarada en desacato por el chavismo en 2017, incluyendo algunos suplentes, tuvieron que pedir asilo político en Embajadas, fueron encarcelados o forzados a salir del país. La lista de dirigentes opositores fue tan emblemática para la estructura que conforma la Asamblea como personajes: Julio Borges, Antonio Ledezma, Carlos Vecchio, David Smolansky, Ramón Muchacho, Juan Requesens, Liliana Hernández, Richard Blanco, José Guerra y Freddy Guevara; y a los diputados Ismael García, Gaby Arellano, Rosmit Mantilla, Simón Calzadilla, Adriana D'Elia, Dinorah Figuera, Freddy Superlano, José Manuel Olivares y Roberto Marrero, asistente personal de Juan Guaidó. A los parlamentarios Juan Andrés Mejías, Sergio Vergara, Carlos Paparoni, Américo de Grazia, María Magallanes y Edgar Zambrano, acusados de estar presentes con López y Guaidó durante la ofensiva de la madrugada del 30 de abril. También ha sido señalado y está siendo buscado Miguel Pizarro, joven cuyo paradero se desconoce.

##### Diálogo con Nicolás Maduro
Guaidó ha declarado que la Asamblea Nacional no participará en el diálogo con Maduro. Su razonamiento es que ya se ha hecho, «dentro y fuera de Venezuela, en privado y en público, solo y con acompañantes internacionales». Él dice que el resultado en cada caso ha sido más represivo, con Maduro aprovechando el proceso para fortalecer la dictadura. Ofreciendo como ejemplo a Leopoldo López, la detención de Juan Requesens, el exilio de Julio Borges, entre otros, diciendo que si Maduro realmente quisiera el diálogo, liberaría a los presos políticos.
Haciendo referencia a una carta que Maduro escribió para pedirle ayuda al Papa Francisco, Guaidó rechazó la oferta del Vaticano de mediar si ambas partes aceptaban, calificando el intento de «diálogo falso» y dijo que el Vaticano podría ayudar a aquellos que «se negaron a ver la realidad venezolana». Guaidó dijo que Maduro no respetaba las condiciones de las negociaciones de 2016 y sugirió que el Papa podría alentar a Maduro a permitir una transición ordenada del poder. Corriere della Sera citó una respuesta del 7 de febrero de 2019 del Papa Francisco dirigida al «Sr. Maduro» (sin referirse a él como presidente), en la que el Papa también declaró que no se había seguido lo acordado en negociaciones anteriores.
Guaidó ha declarado que Uruguay "ha hecho falta" para defender la democracia, aun cuando dice que entre 2015 y 2017, el número de ejecuciones extrajudiciales por parte de la máquina represiva fue superior a 9200, más de tres veces el número de desaparecidos en Chile durante la dictadura militar de Augusto Pinochet. Afirmó que la postura de Uruguay fue sorprendente, considerando que Venezuela tiene 300 000 personas hambrientas en riesgo de morir.
Desde 2021, Guaidó impulsó, haciendo recorridos por Venezuela, al «Acuerdo de Salvación Nacional», el cual es un planteamiento de diálogo entre el gobierno interino con el gobierno oficialista. Justificando su accionar, Guaidó declaró que su plan tenía como finalidad «salvar a Venezuela». No obstante ambos gobiernos tienen sus condiciones distintas para llevar a cabo dicho acuerdo, entre ellas hay una compartida entre ambas partes la cual es el levantamiento de las sanciones internacionales. Reuters reportó que la administración de Guaidó envió cabilderos a Washington D. C. y a Bruselas en junio de 2021 para consultar con países aliados un eventual levantamiento de las sanciones.

#### Política económica
Guaidó solicitó al Banco de Inglaterra y a la primera ministra británica, Theresa May, que no le otorguen a la administración de Maduro las reservas de oro de £ 1,2 mil millones que tienen para Venezuela, y que den acceso a la oposición. En la misma semana, el Departamento del Tesoro de los Estados Unidos impuso sanciones contra PDVSA, y transfirió el control de algunos activos venezolanos a Guaidó, entre esos su filial en el país norteamericano Citgo.

#### Política exterior

Países que reconocieron a Juan Guaidó como presidente interino:
Venezuela
Reconocimiento de Juan Guaidó
Reconocimiento de Nicolás Maduro
Posición neutral en el conflicto
Reconocimiento a la Asamblea Nacional

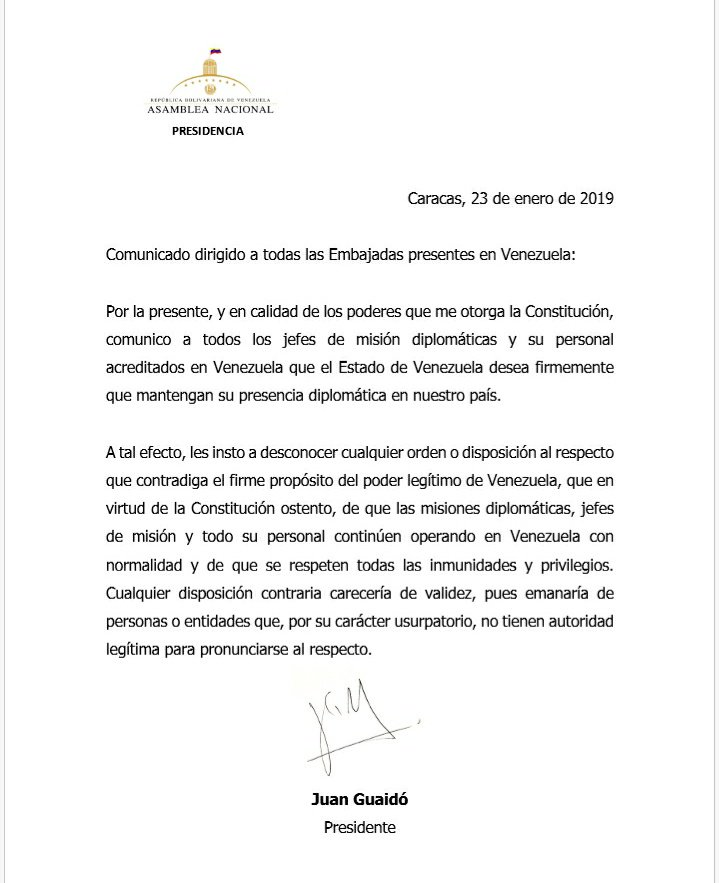
Carta de Juan Guaidó a las embajadas, 23 de enero de 2019.

El 23 de enero de 2019, el presidente Nicolás Maduro anunció la ruptura de relaciones diplomáticas con los Estados Unidos, denunciando un intento de golpe de Estado, supuestamente propiciado por el país norteamericano, después de que el presidente de dicha nación, Donald Trump reconociera a Juan Guaidó como «presidente legítimo de Venezuela». Maduro dio 72 horas a los trabajadores de las embajadas estadounidenses para que abandonasen el país. Trump desconoció la ruptura, sin embargo ordenó la evacuación del personal 'no esencial' de su embajada en Caracas. Guaidó, en respuesta a Nicolás Maduro, hizo una petición a los funcionarios de las embajadas estadounidenses en Venezuela, así como los funcionarios de las embajadas de Venezuela en Estados Unidos, a que permanezcan en sus puestos para «atender a sus ciudadanos» y que, de hacerlo, contarían con su apoyo y con el del gobierno estadounidense.
Desde 2021, tras los cambios de gobierno en varios países de Latinoamérica, el gobierno de Maduro retomó las relaciones bilaterales con estos países de la región, por lo que la presidencia interina de Guaidó fue perdiendo reconocimiento.

##### Representantes diplomáticos
El 22 de enero de 2019, la Asamblea Nacional nombró a Gustavo Tarre Briceño como «representante especial» de Venezuela ante la OEA, siendo el primer nombramiento de un funcionario por parte del órgano legislativo, asumiendo competencias de la CRBV. El 29 de enero de 2019, el parlamento, en sesión ordinaria nombró a «representantes diplomáticos» de varios países de América, quienes representarán al gobierno interino de Juan Guaidó en el mundo. Las designaciones crean puestos paralelos a los de los embajadores que se encuentran al servicio del gobierno de Nicolás Maduro. El 5 de febrero, la Asamblea Nacional nombró otros 3 embajadores. El 19 de febrero, fueron designados 17 embajadores.

##### Gira internacional

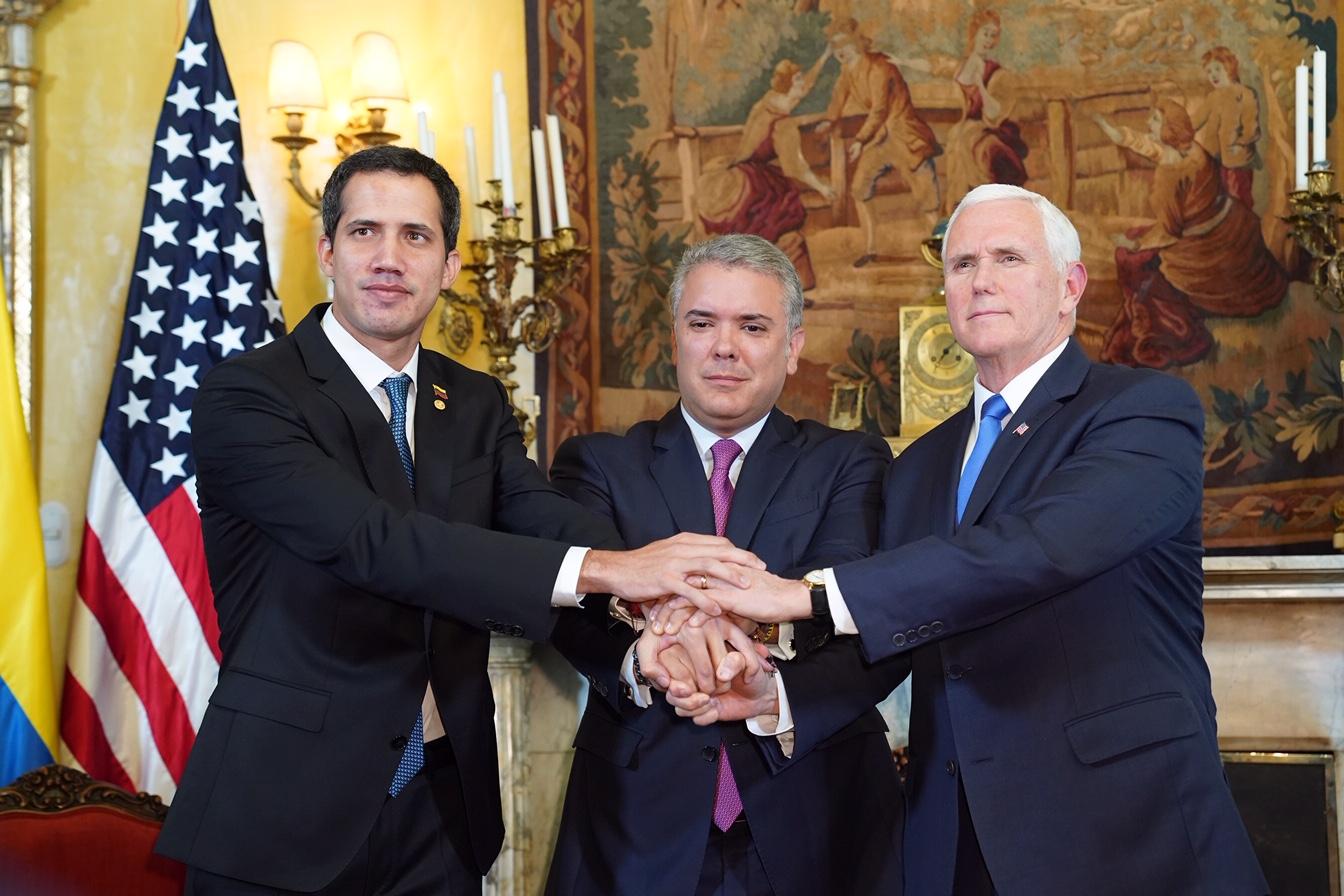
Juan Guaidó, Iván Duque y Mike Pence

Guaidó desafió la restricción que le impuso el gobierno de Maduro al salir de Venezuela, y asistió al concierto de Venezuela Aid Live de Richard Branson en febrero de 2019 en vivo en Cúcuta, Colombia, cuyo propósito era recaudar fondos y concienciar sobre la ayuda humanitaria a Venezuela. En un movimiento que puso a prueba la autoridad de Maduro, Guaidó fue recibido por el presidente colombiano Iván Duque, y fue recibido por una multitud que cantaba: «¡Juan llegó!». En medio de la continua tensión, y al no haber logrado obtener ayuda humanitaria en Venezuela, Guaidó y el vicepresidente estadounidense Mike Pence asistió a una reunión del Grupo de Lima en Bogotá el 25 de febrero. Desde allí, se embarcó en una gira regional para reunirse con los presidentes de Brasil, Paraguay, Argentina y Ecuador y discutir formas de reconstruir Venezuela y derrocar a Maduro.
El viaje de Guaidó fue aprobado por la Asamblea Nacional de Venezuela, tal como lo exige la Constitución de Venezuela. Debido a que abandonó el país bajo una restricción de viaje que le impuso el fiscal general de facto Tarek William Saab, podría enfrentar la prisión a su regreso a Venezuela. Maduro dijo que Guaidó puede «irse y volver» a Venezuela, pero que tendría que enfrentarse a la justicia en los tribunales por violar su prohibición de viajar.[cita requerida] Guaidó anunció que planeaba regresar a Venezuela a pesar de las amenazas de encarcelamiento, y dijo que el «régimen» de Maduro era «débil, sin apoyo en Venezuela y sin reconocimiento internacional».
Guaidó regresó a Caracas desde Panamá a través de un vuelo comercial. Procedió del aeropuerto a una manifestación antigubernamental, organizada por adelantado en las redes sociales, en Las Mercedes, Caracas, donde se dirigió a una multitud de miles de personas. Ofreció un homenaje a las personas que habían perdido la vida en los enfrentamientos fronterizos a partir del 23 de febrero y dijo que los funcionarios de inmigración lo habían «saludado en el aeropuerto con las palabras 'bienvenido, presidente'». Agregó: «Es evidente que después de las amenazas, alguien no siguió las órdenes. Muchos no lo hicieron. La cadena de mando [en las fuerzas de seguridad del gobierno] se rompe».

#### Continuidad administrativa de la Asamblea
Después de la lectura de resultados del 22 de diciembre de 2020 de la consulta popular,  el 26 de diciembre la Asamblea Nacional aprueba la reforma parcial el estatuto de transición lo que da legalidad jurídica a la «continuidad» de la actual Asamblea para seguir sesionando después del 5 de enero de 2021 por un año, argumentando que la continuidad es tácita al no existir elecciones legales. Para ese entonces, buscar el apoyo del para el momento presidente electo de los Estados Unidos, Joe Biden, era prioridad en la agenda interina.
A inicios de diciembre de 2020, durante una entrevista con la BBC, Henrique Capriles pidió el fin de un gobierno interino creado en 2019 por Juan Guaidó, afirmando que «la nueva administración debe entender que este plan se ha agotado y no puede dar continuidad al status quo: el gobierno interino» y con respecto a la no presentación a las elecciones del 2020 dijo que «es un precedente muy complicado para el futuro, porque le abrimos la puerta a Maduro diciendo que extenderá su gobierno sin realizar elecciones».
El 4 de enero de 2021 es elegida la Comisión Delegada de la IV legislatura, que estaría conformada por la presidencia, la secretaría permanente y 15 representantes de las diferentes delegaciones. Fue ratificado por consenso la actual comisión, electa el 5 de enero de 2020, siendo Juan Guaidó presidente, Juan Pablo Guanipa primer vicepresidente y Carlos Berrizbeitia segundo vicepresidente.
Para el 7 de enero, 24 países habían anunciado su respaldo tanto a la nueva Asamblea Nacional elegida el 2020, la nueva V Legislatura, mientras que la Asamblea del 2015 mantiene el apoyo de una parte importante de la comunidad internacional, como el Parlamento Europeo, Estados Unidos y países del Grupo de Lima. El 18 de enero, el Gobierno español dirigido por Pedro Sánchez durante la inauguración de la VI Conferencia de Embajadores españoles no reconoció las elecciones de la Asamblea de diciembre de 2020 en Venezuela. El 21 de enero el Parlamento Europeo aprobó una resolución con 391 votos a favor y 114 en contra para reconocer la continuidad de la Asamblea Nacional elegida el 2015, la resolución indica como única solución la de efectuar: «elecciones presidenciales, parlamentarias, regionales y locales que sean creíbles, inclusivas, libres, justas y transparentes». El 28 de enero de 2021, República Dominicana anuncia que ya no reconocería a Juan Guaidó como jefe de Estado interino de Venezuela y el 4 de febrero Panamá le retira las credenciales diplomáticas a la embajadora Fabiola Zavarce, designada por el gobierno de Guaidó.
El 9 de febrero Namita Biggins, vocera del Departamento de Estado reiteró que Estados Unidos reconoce a Juan Guaidó como presidente interino de Venezuela, además de apoyar la Asamblea Nacional surgida de las elecciones parlamentarias de 2015, rompiendo con la incertidumbre sobre si la presidencia de Joe Biden reconocería o no a Guaidó como presidente interino. Así también se presentó una resolución bipartidista en apoyo al reconocimiento de Juan Guaidó como Presidente Interino de Venezuela por un grupo de seis senadores denunciando «la falta de elecciones libres, justas y transparentes», que fue aprobado por el Senado de los Estados Unidos de forma unánime, ratificando el reconocimiento de Juan Guaidó como Presidente Interino de Venezuela. El 24 de marzo Argentina se retira definitivamente del Grupo de Lima, aunque ya antes el 13 de octubre de 2020, Argentina había decidido no suscribir una declaración emitida por el Grupo de Lima en la que se expresa un respaldo al presidente interino de Venezuela.
Julio Borges, encargado de las relaciones internacionales en el equipo de Guaidó, dimitió a su puesto en diciembre de 2021, extendiendo sus críticas al dirigente opositor por el manejo que se tiene en la administración del denominado gobierno interino: «El manejo de activos es un escándalo. Hay que crear un fideicomiso para que haya transparencia. No hay rendición de cuentas, los activos se utilizan para fines personales». Borges de igual manera cuestionó la legitimidad de Guaidó, pidiendo el fin de su administración. De igual manera Borges criticó la actuación de Guaidó en el levantamiento del 30 de abril de 2019 en contra de Nicolás Maduro, calificándolo de «una payasada».

#### Administración de Citgo
La filial de PDVSA en Estados Unidos Citgo fue hipotecada el 100% de sus acciones comerciales en noviembre de 2016 con la insana decisión de deshacerse de la empresa tal como lo tenía previsto Hugo Chávez en el 2006. En noviembre de 2018 Venezuela entró en default. 
A finales de enero de 2019 el Departamento de Estado y el Departamento del Tesoro suspende las órdenes de compra a PDVSA y ceden el control de su filial Citgo y sus cuentas bancarias del estado venezolano en su territorio al Gobierno de Transición de Juan Guaidó quien elige una Junta directiva ad hoc que tomó el control de Citgo. En febrero de 2019, Luisa Palacios, es designada por Juan Guaidó para asumir la presidencia ad hoc de Citgo Petroleum Corp para afrontar los problemas recibidos de la empresa. El gobierno de Maduro dejó de pagar los intereses de abril de los bonos y Juan Guaidó asume el pago de los intereses que se vencían por US $71 millones de los bonos PDVSA 2020.
El 26 de junio de 2019 el gobierno de Nicolás Maduro introdujo una demanda ante una corte judicial de Delaware, Estados Unidos, para recuperar el control de Citgo que se encontraba bajo el control del presidente de la Asamblea Nacional que desde enero de 2019 tiene el control de la organización. Sin embargo en agosto un tribunal de EE. UU. apoyó la nueva junta directiva ad hoc de PDVSA nombrada por Juan Guaidó, respaldando así a la corte judicial de Delaware Nicolás Maduro dejó de pagar los dos últimos abonos a capital de sus compromisos con los tenedores de los bonos PDVSA 2020 (aproximadamente 1,900 millones de dólares incluido intereses) y que en diciembre de 2020 fueron demandados en los tribunales de EE. UU.
El día 29 de julio de 2019 un tribunal de apelaciones de los Estados Unidos dictaminó que Crystallex International Corp. podía incautar las acciones de Citgo por una deuda de 1.386 millones de dólares En marzo de 2019 el  Banco Mundial dice que Venezuela debe pagar más de 8.140 millones de dólares a ConocoPhillips  más otros 2.040 millones de dólares que se le adjudicaron en un arbitraje anterior, el  CIADI, había considerado en 2013 por qué la toma de posesión fue ilegal cuando en el 2007 le fueron incautados activos de petróleo y gas a una tasa de 5.5% de interés anual.
El 24 de octubre de 2019 el Departamento del Tesoro de EE. UU. intervino para evitar que los acreedores de los bonos PDVSA 2020  y otros litigantes embargaran Citgo El 23 de diciembre de 2020 el gobierno de EE. UU. extiende una prórroga de protección hasta el mes de julio de 2021 a la empresa Citgo, esto impedirá la ejecución de juicios que tiene acumulado Pdvsa con transnacionales y los bonos PDVSA 2020 que se encuentran en Default.
El 9 de enero de 2023 terminado el interinato el Departamento del Tesoro de los Estados Unidos actualizó la Licencia General 31B emitida, mantiene la prohibición a entidades y ciudadanos estadounidenses de hacer negociaciones comerciales con la Asamblea Nacional-2020. Así mismo, explicó que las prohibiciones concluirán el día en que PDVSA sea transferida «a un gobierno elegido democráticamente que se comprometa a tomar acciones concretas y significativas para combatir la corrupción, restaurar la democracia y respetar los derechos humanos». Con lo que reconoce a Dinorah Figuera la administración.
Desde el 2017 Venezuela dejó de proveer petróleo a Citgo por la baja de producción nacional y Citgo tuvo que proveerse de petróleo canadiense cuando vio menguado su abastecimiento.

#### Administración de Monómeros
El 23 de mayo de 2019, el presidente de la Asamblea Nacional toma el control de la empresa Monómeros Colombo-Venezolano SA. en la ciudad de Barranquilla, Colombia y designa nuevos integrante en la junta directiva para desbloquear de las sanciones que recibe los representantes del régimen venezolano.
El 29 de noviembre, un informe preliminar descubrió que durante el año 2018 empresa otorgaba mensualmente 320 mil dólares por concepto de alquiler de aeronaves para usos distintos a sus funciones, El 10 de septiembre Julio Borges propone que Monómeros sea administrado por un fideicomiso, pudiera ser administrado por el Banco Mundial o el BID mientras se restablezca un gobierno democrático. Esta posición de Borges no apoyada por Guaidó intensificó el distanciamiento entre ambos políticos.
Monómeros informó en noviembre un crecimiento en sus finanzas por medio del Gerente general Guillermo Rodríguez Laprea, aseguró que el año 2021 será mejor sus resultados económicos que los de 2020, que el problema de septiembre está superado y no necesitará un proceso de reestructuración y que la empresa iniciará acciones legales contra las personas y la empresa que quisieron hacer ver a Monómeros desestabilizada financieramente.
El 20 de julio de 2022, Guaidó reconoció y agradeció a Iván Duque por el apoyo a la democracia y a los desplazados de la dictadura en Venezuela estimados en casi 2,5 millones de personas, de igual manera el apoyo prestado para poder administrar la empresa Monómeros que se verá debilitado con la nueva presidencia de Gustavo Petro. "Sabemos de su incansable liderazgo y acción para denunciar a la dictadura de Maduro, apoyar a nuestros migrantes y refugiados y respaldar a la resistencia democrática venezolana". El 20 de septiembre, el gobierno de Nicolás Maduro junto a Pedro Tellechea (presidente de Pequiven), toma la administración de Monómeros Colombo Venezolanos S.A. administrada por la oposición.

#### Disputa por el oro en el Banco de Inglaterra
La disputa por el oro en Reino Unido tiene sus antecedentes desde septiembre de 2018 antes de que se diera a conocer el perfil político de Juan Guaidó, cuando el gobierno Nicolás Maduro entraba en un proceso de Default y caída de la producción de petróleo, Maduro intentó repatriar desde el Banco de Inglaterra las 14 toneladas de oro,  cuyo valor ascendían a unos 550 millones que contabilizaban como parte de las Reservas de Venezuela, le fue negado, de acuerdo a las sanciones de julio de 2017 y posteriormente en parte para no ser usados para lavar el oro extraído de las minas del oriente del país con un alto costo ambiental, la reacción por parte de Diosdado Cabello fue tildar de ladrón al Banco de Inglaterra
Luego de haber cancelado parte un préstamo swat con el banco de Alemania Deutsche Bank que mantenía en garantía 17 toneladas y que fueron recuperadas.  El gobierno de Nicolás Maduro continuo en enero de 2019 tratando la lograr la tenencia de aproximadamente ahora de 31 toneladas de oro venezolano depositados en el Banco de Inglaterra sin éxito.  El 21 de mayo de 2020 el gobierno Venezuela y el BCV demandó al Banco de Inglaterra solicitando la devolución de reservas de oro guardadas en sus depósitos que se mantienen bloqueados para usarlos en el Programa de Naciones Unidas para el Desarrollo (PNUD), y el 2 de julio la entidad bancaria denegó la petición argumentando no reconocer la directiva actual de la institución del BCV y del gobierno venezolano.
El 5 de octubre un cambio en la decisión de la Justicia británica que anuló el fallo del pasado 2 de julio del hoy jubilado juez Nigel Teare, al que sustituye Sara Cockerill, que otorgaba al presidente de la Asamblea Nacional, Juan Guaidó, el control sobre las 31 toneladas de oro acrecentó las disputas. Pero Guaidó presentó un recurso de amparo a lo cual la jueza del tribunal comercial Sara Cockerill ordenó pagar US $ 529 mil dólares a la directiva de Juan Guaidó para continuar el litigio del oro depositado en el Banco de Inglaterra, que debía reiniciarse en enero de 2021, de acuerdo a la leyes internas en Inglaterra. Mientras el Tribunal de Apelaciones de Londres instruyó pedir al Gobierno del Reino Unido que aclare de forma inequívoca si reconoce al presidente Nicolás Maduro o al político opositor Juan Guaidó
En abril de 2021 para poder continuar el litigio, la Asamblea Nacional ad hoc aprobó ampliar en 3,7 millones de dólares el llamado fondo especial de litigios en un banco de Inglaterra para defender y operar "una comisión" delegada por la Asamblea Nacional de 2015, para salvaguardar las reservas internacionales soberanas y el patrimonio sagrado de la República del gobierno de Nicolás Maduro.
El 20 de julio Reino Unido reafirmó su respaldo a Juan Guaidó antes de la audiencia por las reservas de oro de Venezuela en el Banco de Inglaterra por lo que la Corte Suprema británica demorará en entregar el oro en custodia a Venezuela, tampoco podrá usarse en garantía de préstamos swuat, mientras persista el apoyo a Guaidó. El 2 de septiembre un informe aclarando como se dio en los tribunales de Inglaterra el caso de quien tendría la custodia del oro venezolano en el banco de Inglaterra, por parte del Órgano de la Procuraduría y la Junta administradora ad hoc del Banco Central de Venezuela del gobierno Interino manifestó estar a la espera de la sentencia definitiva a su favor.
El 18 de junio de 2022 la Alta Corte de Londres, la magistrada Sara Cockerill estableció que entre el 13 al 18 de julio, se tomará la validez de los nombramientos de la junta de Guaidó. El 30 de julio el tribunal comercial de Inglaterra reconoce a Juan Guaidó y le entrega la administración de las 31 tm de oro como únicas autoridades legítimas depositados en el Banco de Inglaterra, el gobierno de Nicolás Maduro considerado ilegal, presentaría posteriormente su apelación.
En enero de 2023 terminado el gobierno interino la administración del oro pasó a la IV Asamblea Nacional, en mayo el presidente del BCV Calixto Ortega Sánchez reinició una apelación por intermedio del abogado Richard Lissack que sobreseyó la apelación y reenviasen el caso del control del oro en el Banco de Inglaterra para revisión a la jueza Sara Cockerill, dado que Guaidó ya no era «presidente interino», «lo correcto es dar marcha atrás»

#### Vacunas contra el covid-19
El acuerdo parcial para la compra de 12 millones de vacunas entre Guaidó y Maduro en el plazo de un año mediante el mecanismo Covax de la Organización Mundial de la Salud (OMS) fue firmado el 20 de marzo de 2021. En 2021 se creó una mesa técnica nacional para la aplicación de la vacuna (covax) contra el covid 19  a la cual el 25 de agosto la OFAC autorizó US $27.615.720 para ser invertidos únicamente en gastos logísticos y fortalecimiento de la cadena de frío, la mesa técnica acordó que el dinero fuera manejado por Unicef y la OPS y no por Maduro, estos fondos desbloqueados fueron gestionados por el Parlamento de 2015.

#### Cese del gobierno interino
En diciembre de 2022, pronto a discutirse sobre si se extendería la continuidad administrativa de la IV Legislatura de la Asamblea Nacional, los partidos políticos Primero Justicia, Acción Democrática (sector liderado por Henry Ramos Allup) y Un Nuevo Tiempo, a los que posteriormente se sumó Movimiento por Venezuela anunciaron que buscarían eliminar la figura del gobierno interino a partir de 2023, considerando que había sido una estrategia opositora fallida a través de una reforma al denominado Estatuto de Transición. La propuesta hecha en sesión del parlamento, el cual la oposición considera el único poder legítimo en el país, reduciría el gobierno interino a la junta ad hoc de PDV Holding, filial estadounidense de PDVSA, controlada por la IV Legislatura, la cual administraría además Citgo, a la junta del Banco Central de Venezuela y a una comisión de «gasto y defensa de los activos en el exterior», según Alfonso Marquina, exdiputado de Primero Justicia y uno de los propulsores de la reforma. En la sesión del 22 de diciembre de 2022, 72 de 104 exdiputados aprobaron la propuesta de eliminar al denominado gobierno interino en primera discusión, quedando pendiente una segunda discusión para el 29 de diciembre. Guaidó calificó la decisión de inconstitucional y que daría paso al reconocimiento internacional del gobierno de Maduro, levantando críticas.
El 27 de diciembre PJ, AD, UNT y MPV ratificaron su decisión de votar a favor de la eliminación del gobierno interino en la segunda discusión, afirmando motivos jurídicos, éticos y políticos, mencionando que la propuesta no violaba el artículo 233 de la Constitución, el cual no llegó a su fin de convocar elecciones a los treinta días, y citando los escándalos de corrupción. Por otro lado, Guaidó recibió el apoyo del llamado Bloque Constitucional, integrado por diversos juristas como Cecilia Sosa, ex presidenta de la CSJ, Jesús María Casal, presidente de la Comisión Nacional de Primaria, entre otros.
Posteriormente, Guaidó suspendió la segunda discusión planteada para el 29 de diciembre de 2022, en la que se terminaría de votar para el fin de su gobierno, postergándola para el 3 de enero de 2023, en «procura de la defensa de la constitución y la necesaria unidad en pro de un acuerdo por Venezuela y los venezolanos», decisión rechazada por Nora Bracho y Alfonso Marquina, jefes de fracción de Un Nuevo Tiempo y Primero Justicia respectivamente, pidiendo a Guaidó respetar las garantías democráticas a sus adversarios, argumentando además que dicha decisión de postergar la sesión no había sido consultada con la mayoría parlamentaria. Los ex parlamentarios de los partidos contrarios a Guaidó exigieron la realización de la sesión para el viernes 30 de diciembre. Finalmente, la segunda discusión fue pospuesta para el 30 de diciembre, en la que la propuesta de eliminar la presidencia interina fue mayoría con 72 votos a favor, 29 en contra y 8 abstenciones.
En 2023, durante una presentación del presupuesto de la presidencia interina, Guaidó declaró que durante cuatro años la cifra fue de alrededor de 150 millones de dólares, similar al presupuesto municipal anual en el país.
Un reportaje del The New York Times reveló que la administración Biden había decidido comenzar a deportar a los venezolanos que habían cruzado ilegalmente a Estados Unidos. Esta decisión representó un cambio notable en la política anterior, que sostenía que no se podía deportar a venezolanos debido a la ausencia de relaciones diplomáticas con Caracas. Se insinúa que este ajuste es el producto de negociaciones entre la administración Biden y el régimen de Maduro. Coincidentemente, el mismo día de este anuncio, las autoridades venezolanas declararon que buscaban arrestar a Juan Guaidó, quien para ese momento se encontraba exiliado en Estados Unidos. El Ministerio Público de Venezuela emitió un comunicado en el que señalaba que habían sido designados fiscales para emitir una orden de arresto contra Guaidó, y adicionalmente, se solicitó a Interpol una "notificación roja" para su detención internacional.
Estos eventos generan interrogantes sobre la  cronología de las acciones. Mientras Guaidó podría haber sido arrestado previamente por el régimen de Maduro, o incluso al llegar a Estados Unidos, la simultaneidad de estas decisiones sugiere una posible coordinación o influencia entre las relaciones recién establecidas de la administración Biden y el régimen de Maduro.
Elliott Abrams, quien se desempeñó como representante especial para Venezuela de 2019 a 2021, refutó acusaciones del régimen que afirmaban que Guaidó había malversado fondos de Petróleos de Venezuela. Según Abrams, cualquier transacción financiera del gobierno interino fue supervisada, y ningún fondo se destinó directamente a Guaidó.

### Precandidatura presidencial
El 20 de agosto de 2022, en un encuentro nacional de activistas del partido Voluntad Popular en Valencia, Freddy Superlano, dirigente nacional de la organización propuso ante la militancia el declarar a Guaidó como abanderado presidencial del partido en las elecciones primarias de la Plataforma Unitaria, planteadas para 2023, propuesta que fue aprobada. La candidatura de Guaidó ha generado controversias y dudas, especialmente porque se había apartado de su militancia partidista en 2020, y por la contradicción entre el hecho de denominarse presidente encargado, y ser a la vez candidato presidencial. Para El País «[Guaidó] ha dejado de encarnar la promesa nacional de una transición», presentándose como «un aspirante más», en la carrera presidencial opositora.

### Exilio
Desde que la mayoría opositora en la Asamblea Nacional de 2015 forzó el fin de la Presidencia encargada a finales de diciembre 2022, en medio de amenazas y una persecución política con la posible orden de detención contra Juan Guaidó estaba presente, salió por la frontera con Colombia el 22 de abril de 2023. Así lo hizo saber su esposa por medio de un tuit el día domingo 23. En Colombia el canciller Álvaro Leyva Durán dijo escuchar rumores, "que no sabe dónde está, que no conocía a Guaidó, que no había sido invitado y que si pasó por la frontera sin registrarse, entró en forma inapropiada y en Colombia cumplimos las leyes".  Guaidó declaró que fue amenazado con ser deportado por Colombia, pero que Estados Unidos intervino para evitarlo. Al llegar a Bogotá, se presentó ante las autoridades colombianas, resguardado por agentes de la Interpol, para salir por el Aeropuerto Internacional El Dorado rumbo a Miami, Estados Unidos, donde llegó el 26 de abril de 2023. Declaró no buscar asilo político y su intención de participar en las elecciones primarias opositoras de octubre.
En septiembre de 2023, Guaidó fue contratado como profesor visitante por la Universidad Internacional de Florida.

#### Orden de captura
La corte de Delaware, Estados Unidos, declaró respecto al caso Citgo que: «el Gobierno de Guaidó mantiene un amplio control económico sobre PDVSA. Venezuela trata los activos de PDVSA como propios. El Gobierno de Guaidó ha accedido a los activos de los filiales en Estados Unidos de PDVSA y los utilizó para financiarse, eludiendo cualquier derecho que PDVSA pudiera haber tenido sobre los dividendos corporativos. El gobierno de Guaidó también ha utilizado activos de PDVSA para financiar la defensa legal de Venezuela». Posteriormente el economista Francisco Rodríguez aseguró que las decisiones del gobierno interino respecto a Citgo causaron pérdidas a la nación por $19 millardos, por lo cual el fiscal Tarek William Saab le acusó de los cargos de «delitos de traición a la patria, usurpación de funciones, provecho o distracción de dinero, valores o bienes públicos y asociación para delinquir», y se dictó orden de captura con alerta roja para la Interpol. El Ministerio Público emitió orden de arresto contra Guaidó el 6 de octubre de 2023 a quien acusa de varios delitos, entre ellos legitimación de capitales. Juan Guaidó respondió “Sabemos que no va a proceder ninguna orden de captura en mi contra”, dijo Guaidó. “Usan noticias falsas para hablar de unos supuestos 19 mil millones que debe el país por bonos ilegales, expropiaciones”, acotó. Y retó Nicolás Maduro a «enfrentar las investigaciones por crímenes de lesa humanidad, desde Estados Unidos o La Haya y no esconderse ante la figura de un Ministerio Público que persigue a la disidencia y encubre a violadores de derechos humanos». y envió un Tuit:"¿Donde está El Aissami? lo usaste como chivo expiatorio para tratar de dar respuesta al saqueo en PDVSA. Me acusas para tratar de explicarle los grupos que te apoyan dónde está el dinero que robaron"

## Historia electoral

### Parlamentarias de 2010
- Elecciones parlamentarias de 2010, diputado suplente por la circunscripción lista de Vargas.[60]

|  | 54,87 % |

|  | 43,31 % |

|  | 1,81 % |

|  | 2,75 % |

|  | 63,86 % |

### Primarias de 2012
- Elecciones primarias de la Mesa de la Unidad Democrática de 2012, precandidato a gobernador de Vargas.[59]

|  | 61,1 % |

|  | 18,1 % |

|  | 7,9 % |

|  | 6,3 % |

|  | 5,7 % |

|  | 0,9 % |

### Parlamentarias de 2015
- Elecciones parlamentarias de 2015, diputado principal por la circunscripción 1 de Vargas.[66]

|  | 26,29 % |

|  | 26,01 % |

|  | 22,64 % |

|  | 22,27 % |

|  | 0,55 % |

|  | 0,55 % |

|  | 8,66 % |

|  | 74,64 % |

## Vida personal
Está casado desde el 23 de abril de 2013 con Fabiana Rosales, con quien tiene dos hijas: Miranda Eugenia, nacida el 3 de mayo de 2017 y Mérida Antonieta, nacida el 8 de septiembre de 2021. Guaidó también es masón.